# Laura Dern
Laura Dern   (Los Angeles, 10 de febrer de 1967) és una actriu estatunidenca. El seu paper d'advocada al film Marriage Story, dirigit per Noah Baumbach va ser reconegut amb l'Oscar a la millor actriu secundària i el Globus d'Or a la millor actriu secundària, el seu cinquè Globus d'Or de la seva carrera. Anteriorment ja havia estat nominada a l'Oscar a la millor actriu pel seu treball en la pel·lícula Rambling Rose i a l'Oscar a la millor actriu de repartiment pel seu paper a Wild. Ha treballat també en pel·lícules com Parc Juràssic, Parc Juràssic III, Vellut blau, Un món perfecte, Cor salvatge, October Sky, Mask i We Don't Live Here Anymore, per la qual va rebre el premi a la millor actriu de repartiment de la Boston Society of Film Critics.

## Biografia
Laura Dern és filla dels actors Bruce Dern i Diane Ladd i besneta del que va ser governador de l'Estat de Utah, George H. Dern. El seu debut cinematogràfic va ser un cameo en la pel·lícula Alícia ja no viu aquí de Martin Scorsese. A mitjans dels anys 1980 va obtenir els elogis de la crítica pels seus papers en films de Peter Bogdanovich (Mask) i de David Lynch (Vellut blau o  Cor salvatge), i va aparèixer en la superproducció de Steven Spielberg Parc Juràssic. El 1992, l'actriu i la seva mare, Diane Ladd, van arribar a ser les primeres mare i filla a ser nominades per als premis Oscar, actuant en la mateixa pel·lícula, Rambling Rose, encara que no hi feien de mare i filla. Dern va fer el paper de Ruth en la sàtira Ciutadana Ruth, el debut cinematogràfic del director Alexander Payne. L'actriu podria igualment repetir el paper d'Ellie Sattler en Parc Juràssic IV.
Ha treballat molt en televisió, destacant Afterburn, per la qual va rebre un Globus d'Or a la millor actriu de minisèrie. Ha estat actriu convidada en L'ala oest de la Casa Blanca i va posar la seva veu a King of the Hill, i com a lesbiana que tracta d'engatusar a Ellen DeGeneres, en un famós episodi de la sèrie Ellen.
Es coneix a Dern també pel seu intens activisme polític en pro de causes humanitàries, com The Children's Health Environmental Coalition, organització que tracta de cridar l'atenció sobre les substàncies tòxiques que poden afectar la salut dels nens.
Laura Dern ha mantingut sonats romanços amb el director Renny Harlin i amb els actors Kyle MacLachlan, Jeff Goldblum i Billy Bob Thornton, que la va deixar sorpressivament per casar-se amb Angelina Jolie.
L'actriu va contreure matrimoni amb el guitarrista Ben Harper, el 23 de desembre de 2005, després de cinc anys de relacions. Tenen dos fills.
Pel seu paper de l'advocada Nora Fanshaw al film Marriage Story escrit i dirigit per Noah Baumbach i al costat d'Scarlett Johansson i Adam Driver va obtenir el Globus d'Or a la millor actriu secundària, el Bafta a la millor actriu secundària en la 73a edició dels premis de l'Acadèmia Britànica i també l'Oscar a la millor actriu secundària.

## Filmografia
- White Lightning (1973) (no apareix en els crèdits): com a Sharon Anne, la filla de Maggie.
- Alícia ja no viu aquí (Alice Doesn't Live Here Anymore) (1974) (no apareix en els crèdits): menjant un gelat.
- Foxes (1980): Debbie.
- Ladies and Gentlemen, the Fabulous Stains (1981): Jessica McNeil
- Shannon (1981), capítol de TV
- Happy Endings (1983) (TV): Audrey Constantine
- Teachers (1984): Diane
- The Three Wishes of Billy Grier (1984) (TV): Crissy
- Mask (1985): Diana Adams
- Smooth Talk (1985): Connie
- Vellut blau (1986): Sandy Williams
- Predator: The Concert (1987)
- Haunted Summer (1988): Claire Clairmont
- Nightmare Classics (1989) episodi TV: Rebecca
- Fat Man and Little Boy (1989): Kathleen Robinson
- Industrial Symphony No. 1: The Dream of the Broken Hearted (1990) (TV)
- Cor salvatge (1990): Lula Fortune
- Rambling Rose (1991): Rose
- Afterburn (1992) (TV): Janet Harduvel
- Parc Juràssic (1993): Dra. Ellie Sattler
- Fallen Angels (1993) TV Episode: Annie Ainsley
- A Perfect World (1993): Sally Gerber
- The Gift (1994) (TV) (Director)
- Down Came a Blackbird (1995) (TV): Helen McNulty (també productor executiu)
- Frasier (1995) TV Episode (veu): June
- Ciutadana Ruth (Citizen Ruth) (1996): Ruth Stoops
- The Siege at Ruby Ridge (1996) (TV): Vicki Weaver
- Bastard Out of Carolina (1996) (veu): Narrador
- Ellen (1997) episodi de televisió: Susan
- The Baby Dance (1998) (TV): Wanda LeFauve
- October Sky (1999): Miss Frieda Riley
- A Season for Miracles (1999) (TV): Berry Thompson
- El doctor T i les dones (Dr. T & The Women) (2000): Peggy
- Daddy and Them (2001): Ruby Montgomery
- Parc Juràssic III (2001): Dra. Ellie Sattler
- Within These Walls (2001) (TV): Hermana Pauline Quinn
- Novocaine (2001): Jean Noble
- Focus: Gertrude 'Gert' Hart
- I Am Sam (2001): Randy Carpenter
- The West Wing (2002) episodi TV: Poeta Tabatha Fortis
- Damaged Care (2002) (TV): Linda Peeno (també va produir)
- El rei de la turó (2003) episodi TV dibuixos animats (veu): Katherine & (2002) episodi TV (veu): serventa
- We Don't Live Here Anymore (2004): Terry Linden
- Finals feliços (Happy Endings) (2005): Pam Ferris
- The Prize Winner of Defiance, Ohio (2005): Dortha Schaefer
- Lonely Hearts (2006): Rene
- Inland Empire (2006): Nikki/Sue
- Year of the Dog (2007): Bret
- Tenderness (2007)
- The Master (2012)
- No està escrit a les estrelles (2014): Senyora Lancaster
- El fundador (2016): Ethel Kroc
- Big Little Lies (2017-) (Sèrie de Televisió): Renata Klein
- Star Wars: Els últims Jedi (2017)
- Cold Pursuit (2019)
- Marriage Story (2019)
- Donetes (Little Women) (2019): Marmee March
- Jurassic World Dominion (2022): Dr. Ellie Satler

## Premis i nominacions

### Oscars
| Any  | Categoria                | Pel·lícula     | Resultat   |
| ---- | ------------------------ | -------------- | ---------- |
| 1991 | Millor actriu            | Rambling Rose  | Nominada   |
| 2015 | Millor actriu secundària | Wild           | Nominada   |
| 2020 | Millor actriu secundària | Marriage Story | Guanyadora |

### Globus d'Or
| Any  | Categoria                                        | Pel·lícula      | Resultat   |
| ---- | ------------------------------------------------ | --------------- | ---------- |
| 1992 | Millor actriu dramàtica                          | Rambling Rose   | Nominada   |
| 1993 | Millor actriu de minisèrie o telefilm            | Afterburn       | Guanyadora |
| 1999 | Millor actriu de minisèrie o telefilm            | The Baby Dance  | Nominada   |
| 2009 | Millor actriu secundària de minisèrie o telefilm | Recount         | Guanyadora |
| 2012 | Millor actriu de sèrie musical o còmica          | Enlightened     | Guanyadora |
| 2018 | Millor actriu secundària de minisèrie o telefilm | Big Little Lies | Guanyadora |
| 2020 | Millor actriu secundària                         | Marriage Story  | Guanyadora |

### Primetime Emmy
| Any  | Categoria                                        | Pel·lícula    | Resultat |
| ---- | ------------------------------------------------ | ------------- | -------- |
| 1992 | Millor actriu de minisèrie o especial            | Afterburn     | Nominada |
| 1994 | Millor actriu convidada en sèrie dramàtica       | Fallen Angels | Nominada |
| 1997 | Millor actriu convidada en sèrie còmica          | Ellen         | Nominada |
| 2008 | Millor actriu secundària en minisèrie o telefilm | Recount       | Nominada |
| 2013 | Millor actriu de sèrie còmica                    | Enlightened   | Nominada |